# Cạnh tranh
Cạnh tranh là hành động ganh đua, đấu tranh chống lại các cá nhân hay các nhóm, các loài vì mục đích giành được sự tồn tại, sống còn, giành được lợi nhuận, địa vị, sự kiêu hãnh, các phần thưởng hay những thứ khác. Thuật ngữ cạnh tranh được sử dụng cho nhiều lĩnh vực khác nhau như lĩnh vực kinh tế, thương mại, luật pháp, chính trị, sinh thái, thể thao. Cạnh tranh có thể là giữa hai hay nhiều lực lượng, hệ thống, cá nhân, nhóm, loài, tùy theo nội dung mà thuật ngữ này được sử dụng. Cạnh tranh có thể dẫn đến các kết quả khác nhau. Một vài kết quả, ví dụ như trong cạnh tranh về tài nguyên, nguồn sống hay lãnh thổ, có thể thúc đẩy sự phát triển về mặt sinh học, tiến hoá, vì chúng có cơ hội, được cung cấp lợi thế cho sự sống sót, tồn tại. Cơ chế tiến hóa sinh học do cạnh tranh được chấp nhận rộng rãi trong khoa học hiện đại, thường được liên hệ với học thuyết của Charles Darwin trong cuốn "Nguồn gốc các loài". Đối với loài người, cạnh tranh sinh tồn tự nhiên và xã hội thúc đẩy sự sáng tạo và đột phá thông qua năng lực serendipity (nhận biết, kết nối, sử dụng thông tin giá trị cao trong môi trường đa thông tin).

## Quy mô và mức độ của cạnh tranh
Cạnh tranh cũng có thể tồn tại ở các quy mô khác nhau; một vài dạng cạnh tranh có thể xảy ra giữa hai thành viên trong loài, trong khi những sự cạnh tranh khác có thể gồm cả loài.
Mức độ cạnh tranh cũng khác nhau. Ở một số mức độ, sự cạnh tranh, ganh đua có thể có mức độ rất bình thường, nhiều khi chỉ để đạt được sự kiêu hãnh, thắng lợi nhỏ nào đó. Song, một số sự cạnh tranh khác có thể ở mức độ rất cao, cực kỳ quyết liệt, ví dụ một vài cuộc chiến tranh có thể nổ ra do sự cạnh tranh quyết liệt giữa hai đất nước, hai quốc gia hay hai dân tộc.